# 郑廷玉
鄭廷玉（?—?），又作庭玉，元代彰德（今河南安陽市）人。戲曲作家。
生平不詳，朱權《太和正音譜》評其詞“如佩玉鳴鑾”，《录鬼簿》列之於关汉卿、高文秀之后。有雜劇二十三種，郑廷玉艺术功力深厚，技法娴熟，但多宣扬因果报应的迷信思想，思想上并无可取，今存五種：《看錢奴買冤家債主》、《包待制智勘後庭花》、《楚昭王疏者下船》、《布袋和尚忍字記》、《宋上皇禦斷金鳳釵》。